# Arthur Bisguier
Arthur Bernard Bisguier (né le 8 octobre 1929 dans le Bronx à New York et mort le 5 avril 2017 à Framingham (Massachusetts)) est un joueur d'échecs américain.
Il fut le champion des États-Unis de 1954 à 1957 et obtint le titre de grand maître international en 1957.

## Carrière aux échecs
Arthur Bisguier apprit les échecs à quatre ans. Il fut champion des États-Unis junior à deux reprises (en 1948 et 1949). En 1949, il remporta le championnat du club d'échecs de Manhattan (Manhattan Chess Club). En 1950, 1956 et 1959 il remporta le championnat open des États-Unis. En 1957, il termina ex æquo avec Bobby Fischer mais perdit le titre au départage. En mai-juin 1954, à New York, il remporta le championnat des États-Unis lors de sa première participation, devançant le champion en titre, Larry Evans, de un point, en l'absence du meilleur joueur américain Samuel Reshevsky. Bisguier resta champion des États-Unis pendant trois ans car son titre ne fut remis en jeu qu'en décembre 1957. Lors du championnat de 1957-1958 remporté par Bobby Fischer, Bisguier finit 10e-11e.
À l'étranger, Bisguier participa à deux tournois interzonaux (en 1955 et 1962). Il fut cinq fois membre de l'équipe des États-Unis qui disputa l'olympiade d'échecs. En 1958 à Munich, il était troisième échiquier de l'équipe américaine et il joua au quatrième échiquier lors de quatre olympiades : en 1952 à Helsinki, en 1960 à Leipzig, en 1964 à Amsterdam et en 1972 à Skopje. L'équipe des États-Unis remporta la médaille de bronze par équipe en 1960.
En tournois, Bisguier remporta la victoire dans plusieurs opens américains dont Lone Pine 1973, les National Opens de 1970, 1974 et 1978. À l'étranger, il participa au tournoi de Bled 1961 où il finit 9e-10e avec la moitié des points (9,5 points sur 19) et  battit les champions soviétiques Paul Keres et Efim Geller ainsi que Miguel Najdorf. Il finit premier ex æquo (avec Boris Spassky) du tournoi international de Puerto Rico 1969.
En 1989, Bisguier remporta le championnat américain sénior open. Il le gagna à nouveau en 1997 et 1998.

## Ouvrages

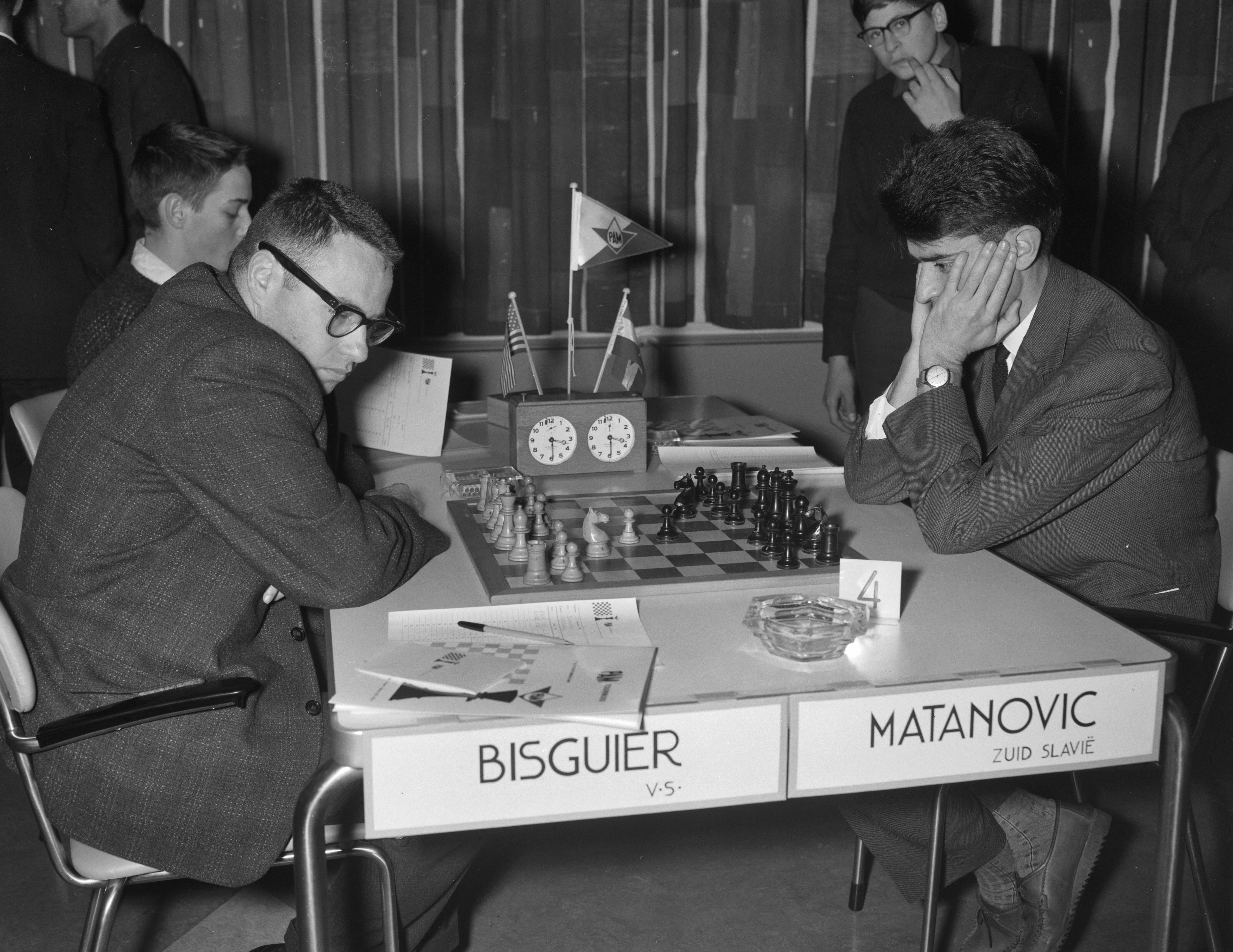
Bisguier vs. Matanovic (Utrecht, 1961)

- (en) Avec Andrew Soltis : American Chess Masters from Morphy to Fischer, 1974
- (en) Bisguier a publié son autobiographie : The Art of Bisguier en deux tomes :
  - tome 1 : The early Years, 1945-1960, paru en 2003
  - tome 2 : Selected Games, 1961-2003, paru en 2008.